# Ole Jacob Sparre
Ole Jacob Louis Sparre, född den 6 november 1831 i Kristiania, död där den 4 november 1889, var en norsk läkare och politiker, far till Christian och Hans Jacob Sparre.
Sparre var från 1879 stadsfysikus i Bergen. Han var stortingsman 1874-76 för Søndre Bergenhus amt och 1883-89 för staden Bergen samt en av vänsterns ledande män. År 1888 var han ordförande i protokollkommittén.